# Olof-Palme-Platz (Stralsund)
Der Olof-Palme-Platz im Stadtgebiet Altstadt in Stralsund verbindet den Knieperdamm, die Sarnowstraße, die Knieperstraße und den Fährwall miteinander. Er gehört zum Kerngebiet des UNESCO-Welterbes Historische Altstädte Stralsund und Wismar.

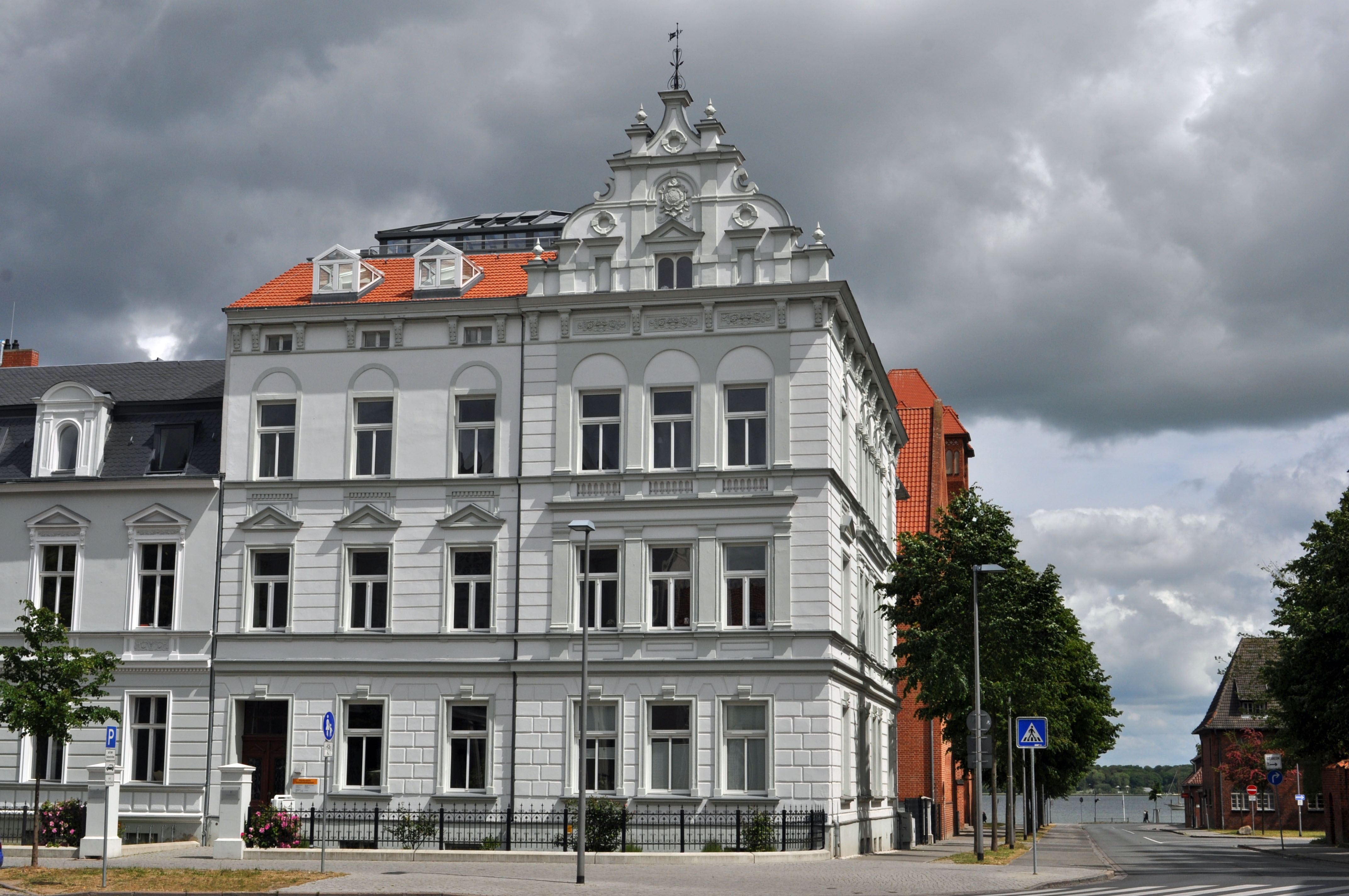
Haus am Olof-Palme-Platz 1 in Stralsund (2011)

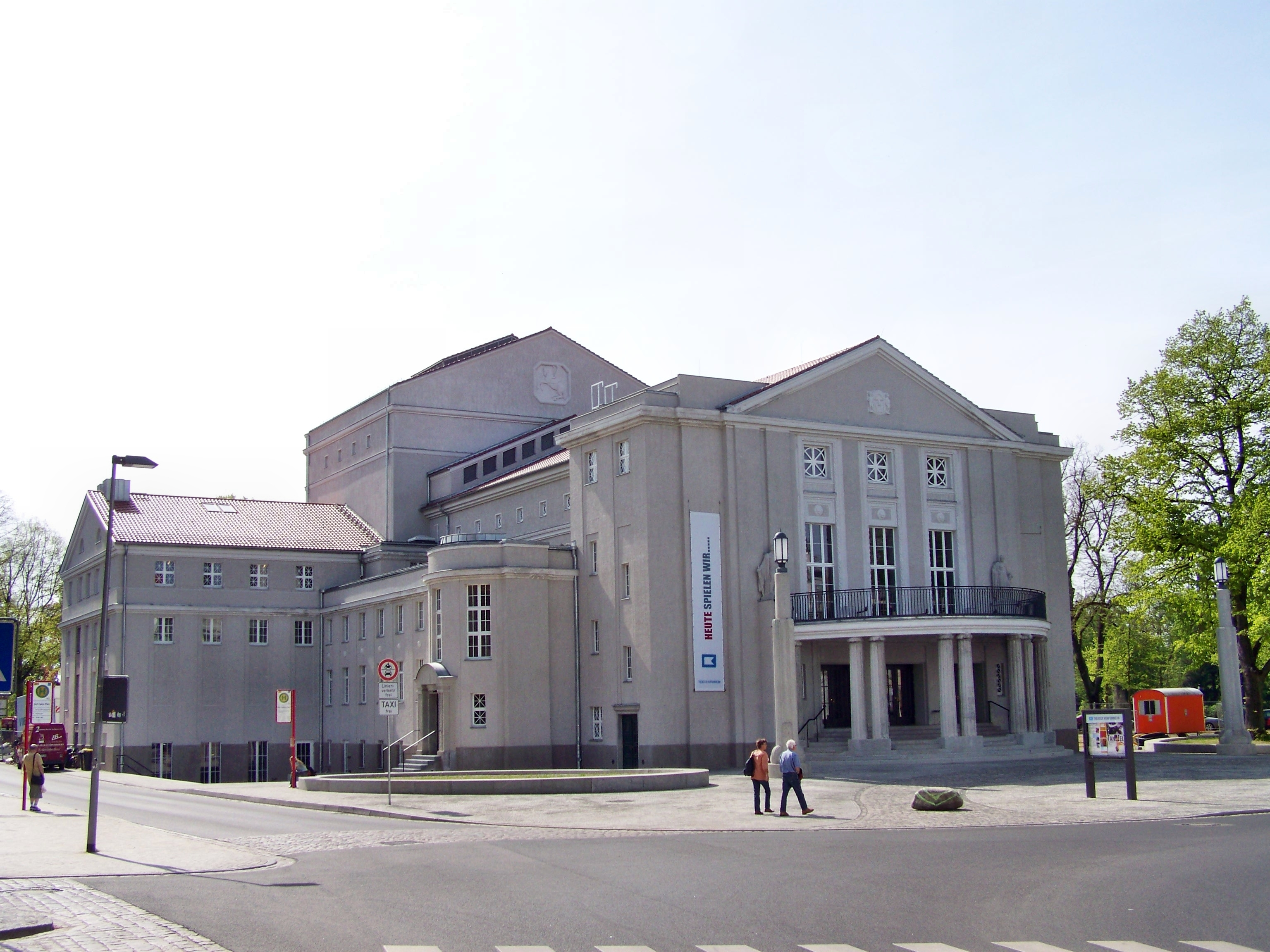
Das Stralsunder Theater, Haupthaus am Olof-Palme-Platz 6 (2008)

Nach der Ermordung des schwedischen Ministerpräsidenten Olof Palme im Jahr 1986 wurde ihm zu Ehren am 15. März 1986 ein Teil der Sarnowstraße und der Platz, auf dem das Stralsunder Theater steht, umbenannt; mehr als 15.000 Besucher waren zu der Gedenkveranstaltung gekommen. Olof Palme hatte im Jahr 1984 zusammen mit Erich Honecker der Stadt Stralsund einen Besuch abgestattet.
Bis zum Jahr 1986 gehörte der Straßenabschnitt zwischen dem Warmbad auf Höhe des Knieperdamms und dem Kniepertor zur Sarnowstraße, zuvor bis in die 1890er Jahre zur Knieperstraße. Das Gebiet wurde erst im Jahr 1882 mit Häusern bebaut, bis dahin war es Teil der Stralsunder Stadtbefestigungen. Hier stand das von den Preußen im Jahr 1815 errichtete „Äußere Kniepertor“, das 1874, nach der Entfestung, abgerissen wurde.
Von den Häusern am Olof-Palme-Platz stehen fünf unter Denkmalschutz (siehe auch Liste der Baudenkmale in Stralsund), nämlich die Häuser Olof-Palme-Platz 1, Olof-Palme-Platz 2, Olof-Palme-Platz 3, Olof-Palme-Platz 5 („Warmbad“) und Olof-Palme-Platz 6 (Theater Stralsund).
Durch den Straßenabschnitt fuhr bis zu ihrer Stilllegung im Jahr 1966 die Stralsunder Straßenbahn. Im Jahr 1987 startete hier der Olof-Palme-Friedensmarsch.